# Antonio da Sangallo le Vieux
Pour les autres membres de la famille, voir Famille Da Sangallo.
Antonio Giamberti da Sangallo (Florence, 1455 - 27 décembre 1534), dit le Vieux ou l'Ancien pour le différencier de son neveu Antonio da Sangallo le Jeune, est un architecte et sculpteur italien de la Renaissance, frère de Giuliano da Sangallo (Ils obtinrent leur nom d'artiste Da Sangallo, qui fit lignée, par les travaux qu'ils effectuèrent près de la Porte San Gallo à Florence).
Il est un spécialiste de la conception d'ouvrages de fortification, à tel point qu'il est considéré comme l'un des protagonistes des innovations qui caractérisent la « fortification moderne ».

## Biographie

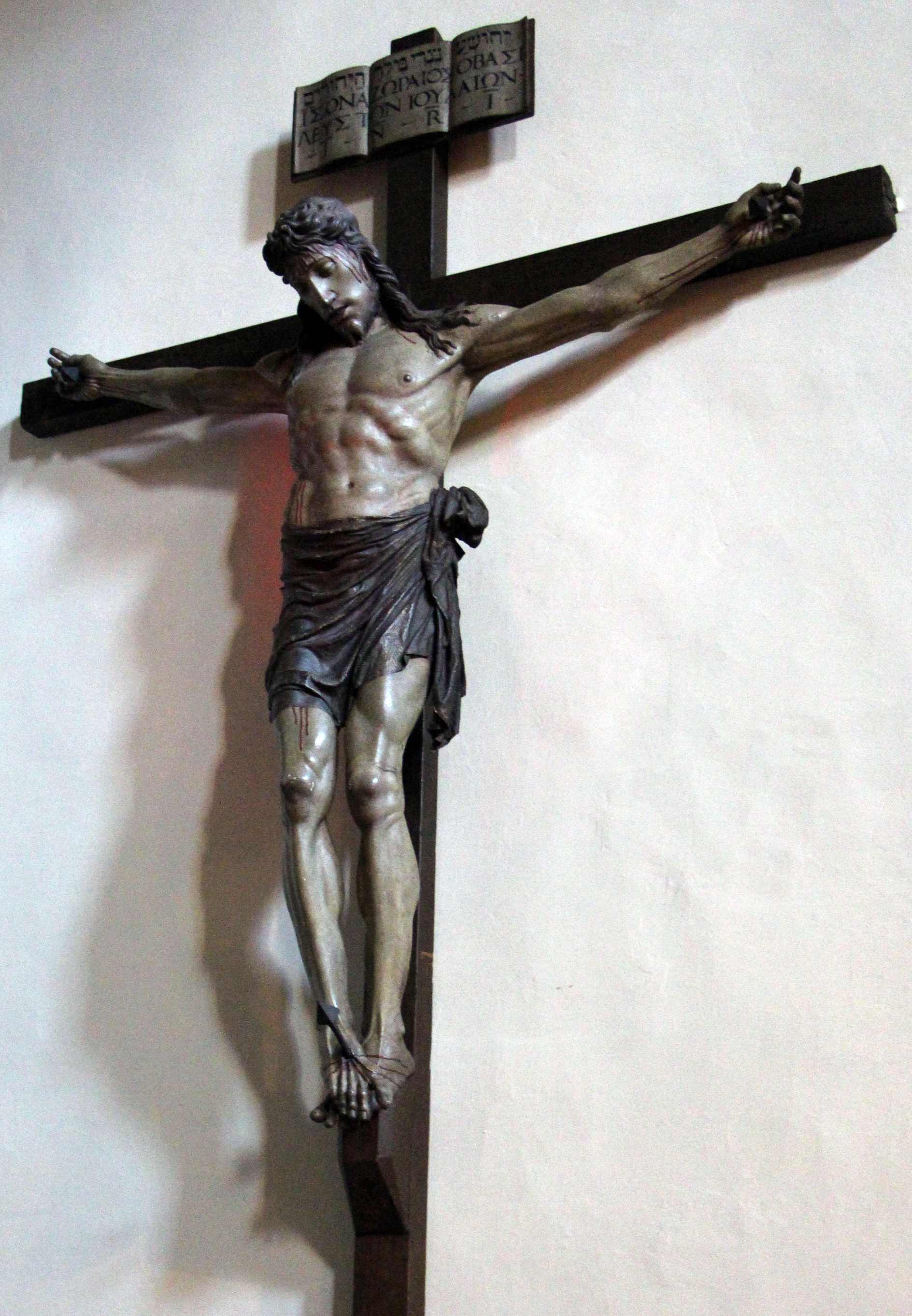
Crucifix de la basilique de la Santissima Annunziata.

### Formation et premières activités
Fils de Francesco Giamberti, ancien menuisier et architecte de Cosme de Médicis, il commence sa formation en s'initiant à l'art familial de la sculpture sur bois avec son frère Giuliano da Sangallo à l'école du sculpteur Francione dont l'atelier est spécialisé dans la sculpture sur bois et les intarsia, mais aussi en participant aux travaux de menuiserie des dits « charpentiers ».
Parmi leurs œuvres en bois, demeure le crucifix de la basilique de la Santissima Annunziata à Florence exécuté en 1482.
Il commence également à travailler comme architecte en collaborant, d'abord avec l'atelier Francione, puis avec son frère aîné Giuliano. En 1482, il participe, avec son maître Francione, à la reconstruction de la fortification de Sarzana, commençant à opérer dans un secteur, celui de la « fortification bastionnée », qui marquera toute sa carrière et dont, avec son frère, il sera considéré parmi les plus grands spécialistes et l'un des innovateurs les plus importants. En effet, les deux Sangallo s'engagent à la fin du siècle, dans de nombreux travaux de fortification décidés par les Médicis pour renforcer les défenses territoriales de Florence. La personnalité généralement considérée comme la plus importante des deux est celle du plus célèbre, Giuliano, cependant pour les œuvres d'architecture militaire, il est difficile de distinguer les contributions de Giuliano de celles d'Antonio, même si habituellement le dessin est attribué à Giuliano et la construction à Antonio qui travaille plutôt de manière indépendante. Il achève, après la mort de Giuliano en 1516, les travaux commencés ensemble, et réalise plus tard, des travaux importants tels que la vieille forteresse de Livourne ou les travaux de défense lors du siège de Florence en 1529.
En 1488, avec Giuliano, il participe à la rénovation du chœur en bois de la basilique Saint-Pierre de Pérouse.

### Au service d'Alexandre VI

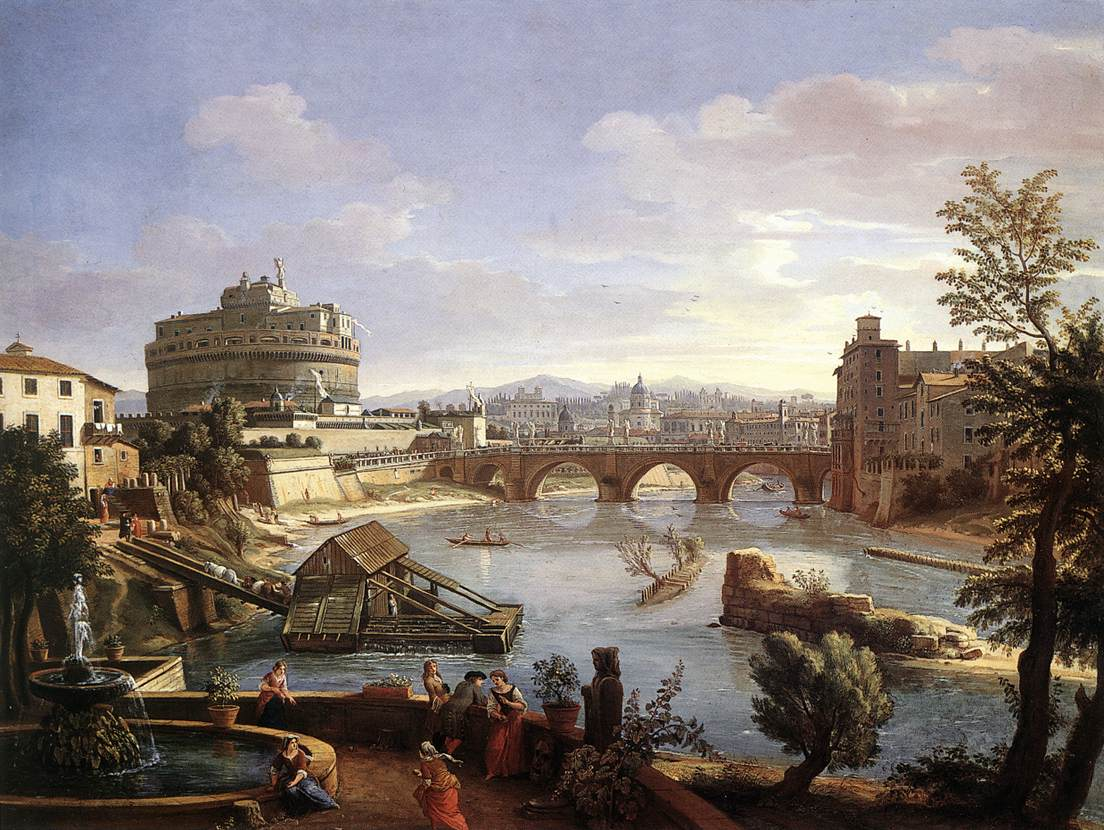
Vue du château Saint-Ange au XVIIe siècle avec des remparts bas.

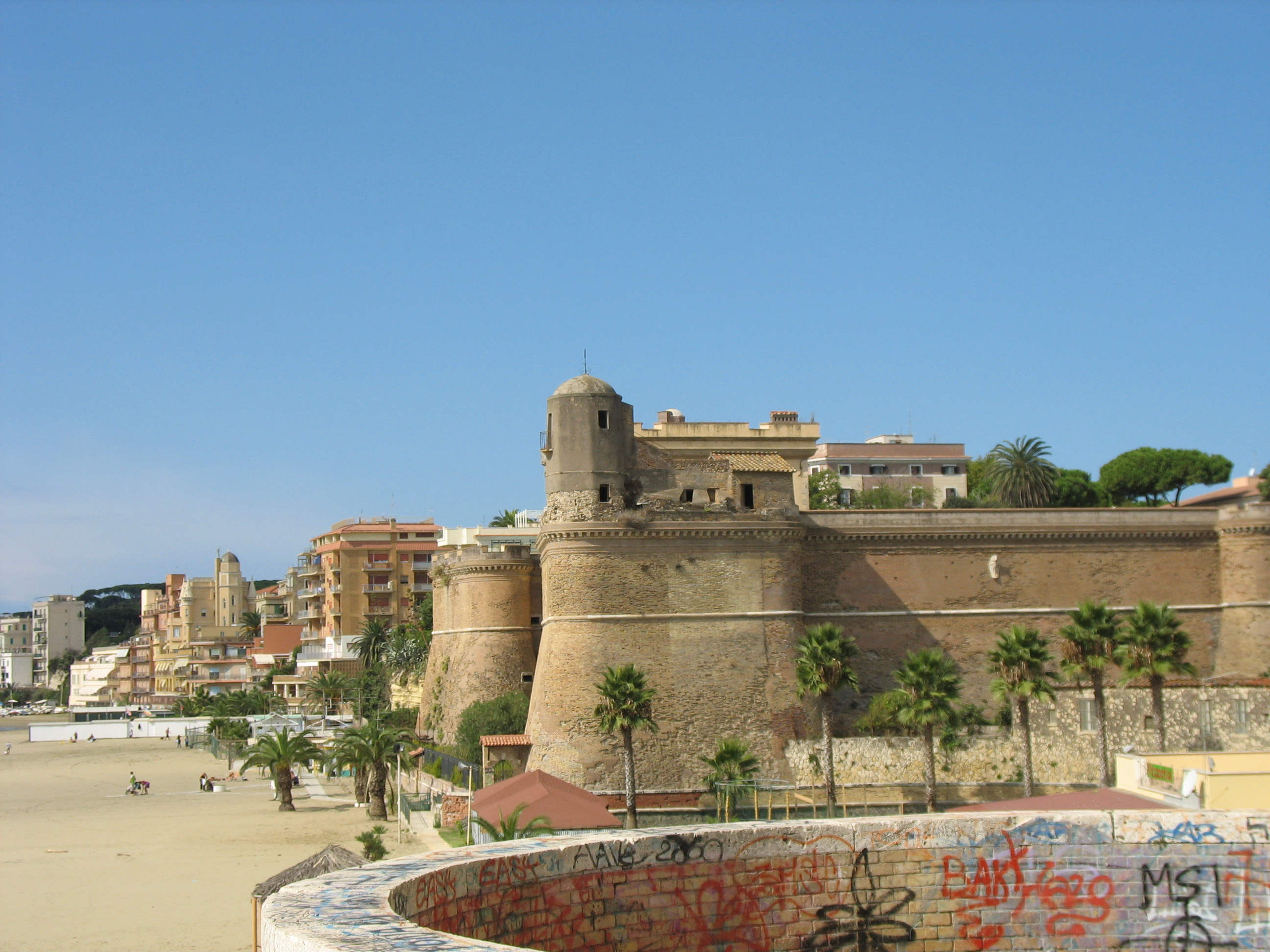
Forte Sangallo de Nettuno.

Dans la dernière décennie du XVe siècle Antonio déménage à Rome, d'abord pour suivre son frère, avant de commencer à travailler de manière indépendante. En 1490, il collabore à la construction du cloître de Saint-Pierre-aux-Liens.
En 1492, toujours à Rome, sous le pontificat d'Alexandre VI Borgia, il est chargé du réaménagement de la fortification du château Sain-Ange. À cet effet, Antonio renforce les structures, construit des remparts polygonaux aux quatre coins qui incorporent les tours rondes préexistantes, et construit une tour circulaire, avec la fonction de ravelin, à la tête du pont, plus tard détruite par Pape Urbain VIII. Il creuse également un fossé autour du bâtiment, en démolissant les bâtiments environnants préexistants, pour dégager le champ à l'artillerie de la forteresse.
De 1499 à 1503, toujours pour le pape Borgia, il s'occupe du Castello Borgia de Nepi et de l'imposante fortification pentagonale de Civita Castellana, avec quatre bastions et une tour, l'une des plus importantes de son activité. En 1496, il se consacre à la construction de la forteresse Médicis de Poggio Imperiale à Poggibonsi, commandée par Laurent de Médicis et probablement conçue par son frère Giuliano qui ne peut s'en occuper.
En 1501, toujours pour la famille Borgia et plus précisément pour le fils d'Alexandre VI, César, il entreprend la construction de la forteresse destinée à défendre le village médiéval de Nettuno, quadrangulaire avec de petits remparts arrondis, peut-être sur la base de projets d'aménagement de son frère Giuliano, mais qu'Antonio retravaille magistralement, établissant un jalon dans l'histoire de l'architecture militaire.
Sa première réalisation sacrée importante remonte également à 1495, lorsqu'il construit l'église Santa Maria in Monserrato degli Spagnoli à Rome, attribuée par certains à Antonio da Sangallo le Jeune, et plus tard modifiée, mais dont les projets, déposés auprès des Offices, permettent de reconstituer l'originalité de l'œuvre d'Antonio qui a imaginé une église avec une salle qui anticipe le classicisme du XVIe siècle.

### Retour en Toscane
Ses contacts et ses opportunités de travail à Florence n'ont pas été complètement interrompus et, en 1503, Antonio da Sangallo retourne définitivement en Toscane. Il travaille comme concepteur de fortifications pour les autorités florentines qui poursuivent leur plan global de renforcement des limites territoriales : il conçoit, entre autres, la forteresse de Castrocaro (à partir de 1504) avec l'architecte local Oronzio de Castro, la forteresse médicéenne d' Arezzo (à partir de 1506), l'ancienne forteresse de Livourne (à partir de 1519), puis la Rocca di Montefiascone, les travaux de fortification du Val d'Ambra et la restauration du château de Ripafratta. En 1508, il est également nommé maître d'œuvre de la cathédrale de Florence et architecte de la municipalité. Il est chargé d'une inspection complète de toutes les fortifications de la région en 1512. Après un nouveau voyage à Rome, il s'occupe en 1515 de quelques installations éphémères pour l'arrivée à Florence de Léon X.

### À Montepulciano

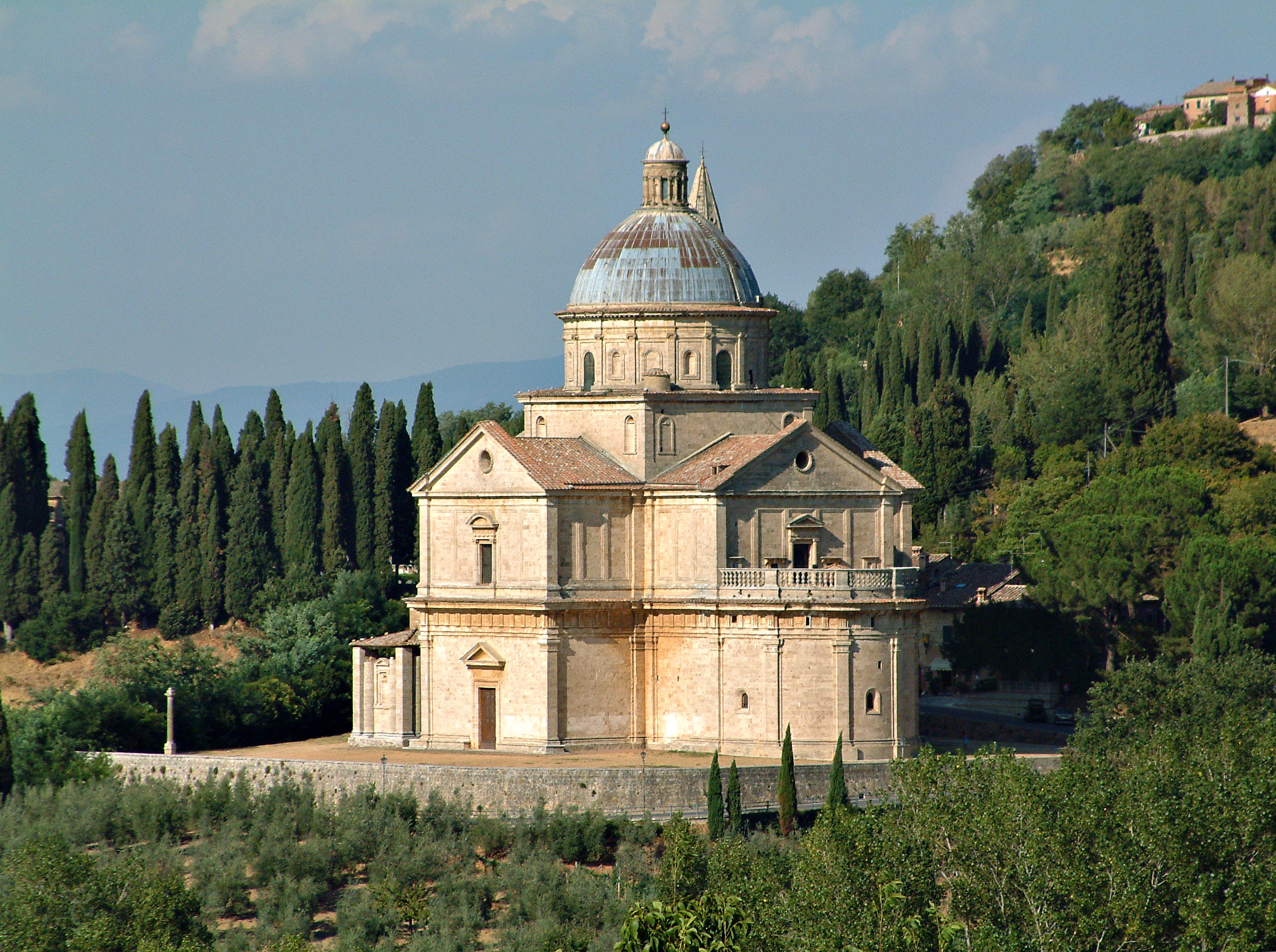
Montepulciano, église San Biagio.

Cependant, malgré sa spécialisation, le chef-d'œuvre d'Antonio Giamberti est l'église San Biagio près de Montepulciano (1516-1518) qui constitue l'une des expressions les plus intéressantes de l'architecture de la Renaissance. Pour la réalisation de ce bijou, Antonio se réfère à la basilique Saint-Pierre conçue par Bramante, utilisant le plan en croix grecque avec une coupole centrale et deux tours (dont une seule a été entièrement réalisée) entre les bras de la croix. Contrairement à l'œuvre de Bramante, San Biagio « n'est pas un organisme de corps courbes, mais un emboîtement de volumes carrés » (Giulio Carlo Argan).
Toujours à Montepulciano, où à partir de 1518, il établit le centre de son activité, Sangallo dessine peut-être aussi le Palazzo Nobili-Tarugi sur la Piazza Grande, bien que des études récentes attribuent ce palais à Vignola. En revanche, le Palazzo Dal Monte (aujourd'hui Palazzo Contucci), le Palazzo Cocconi et le Palazzo Del Pecora où l'architecte s'est inspiré des formes du classicisme contemporain, lui sont attribués avec plus de certitude, tout comme le Pozzo dei Grifi e dei Leoni sur la Piazza Grande (1520).
Toujours en Toscane, il réalise des œuvres importantes telles que le Palazzo del Cardinal Del Monte à Monte San Savino et l'église de l'Annunziata à Arezzo. L'église Sant'Agostino à Colle Val d'Elsa est aussi transformée sur la base de ses conceptions architecturales.
Antonio quitte très tôt l’exercice de son métier pour passer les dernières années de sa vie à la campagne.

## L'architecture d'Antonio da Sangallo
Antonio da Sangallo participe à cette période de l'architecture de la Renaissance qui voit la connaissance directe de l'architecture classique devenir un modèle de la conception architecturale. Sa formation se fait au contact permanent avec son frère, savant et auteur d'architectures qui sont des archétypes de l'art de la Renaissance. Cependant, dans ses œuvres autonomes, des éléments d'une vision qui lui est propre sont manifestes, qui rendent sa personnalité de concepteur très intéressante. Antonio, comparé à Giuliano, est plus marqué par les références de l'architecture florentine du début du XVe siècle. En outre, malgré une connaissance directe des vestiges archéologiques romains (tels que la basilique Æmilia) et sa capacité d'utiliser les schémas soigneusement étudiés (même à l'avance, comme dans la cour de la forteresse de Civita Castellana), surtout après son retour en Toscane, il démontre une volonté de réutiliser des éléments architecturaux classiques, tels que des fragments et des décorations qui peuvent être librement recombinés et retravaillés, à tel point qu'il s'est rapproché de la sensibilité maniériste et en particulier de certains éléments de l'architecture de Michel-Ange.

## Œuvres principales

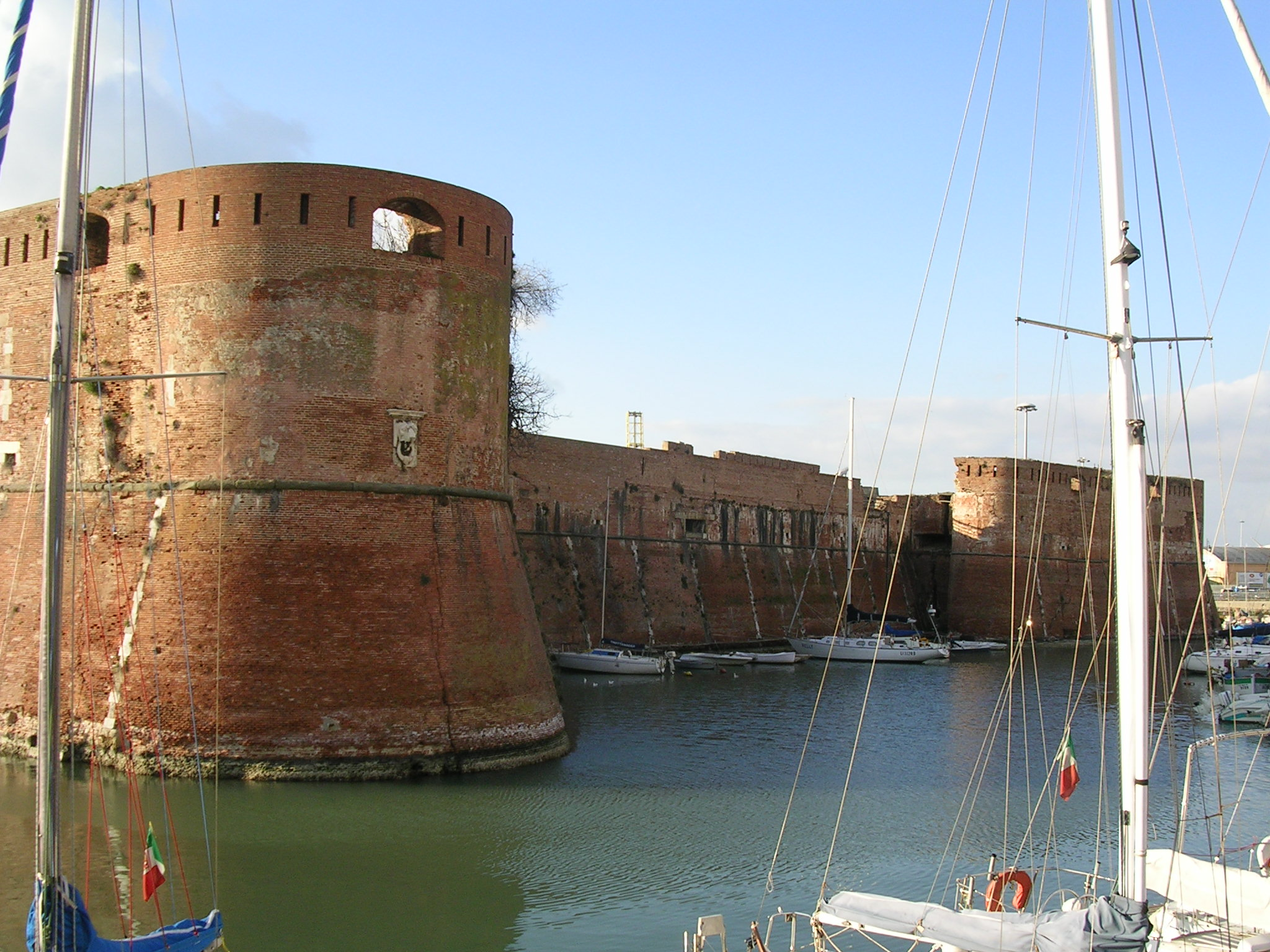
Vieille forteresse de Livourne.

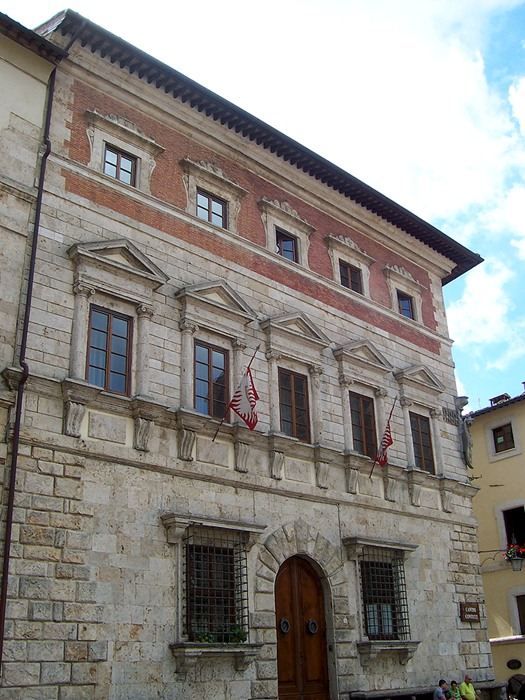
Montepulciano, Palazzo Contucci.

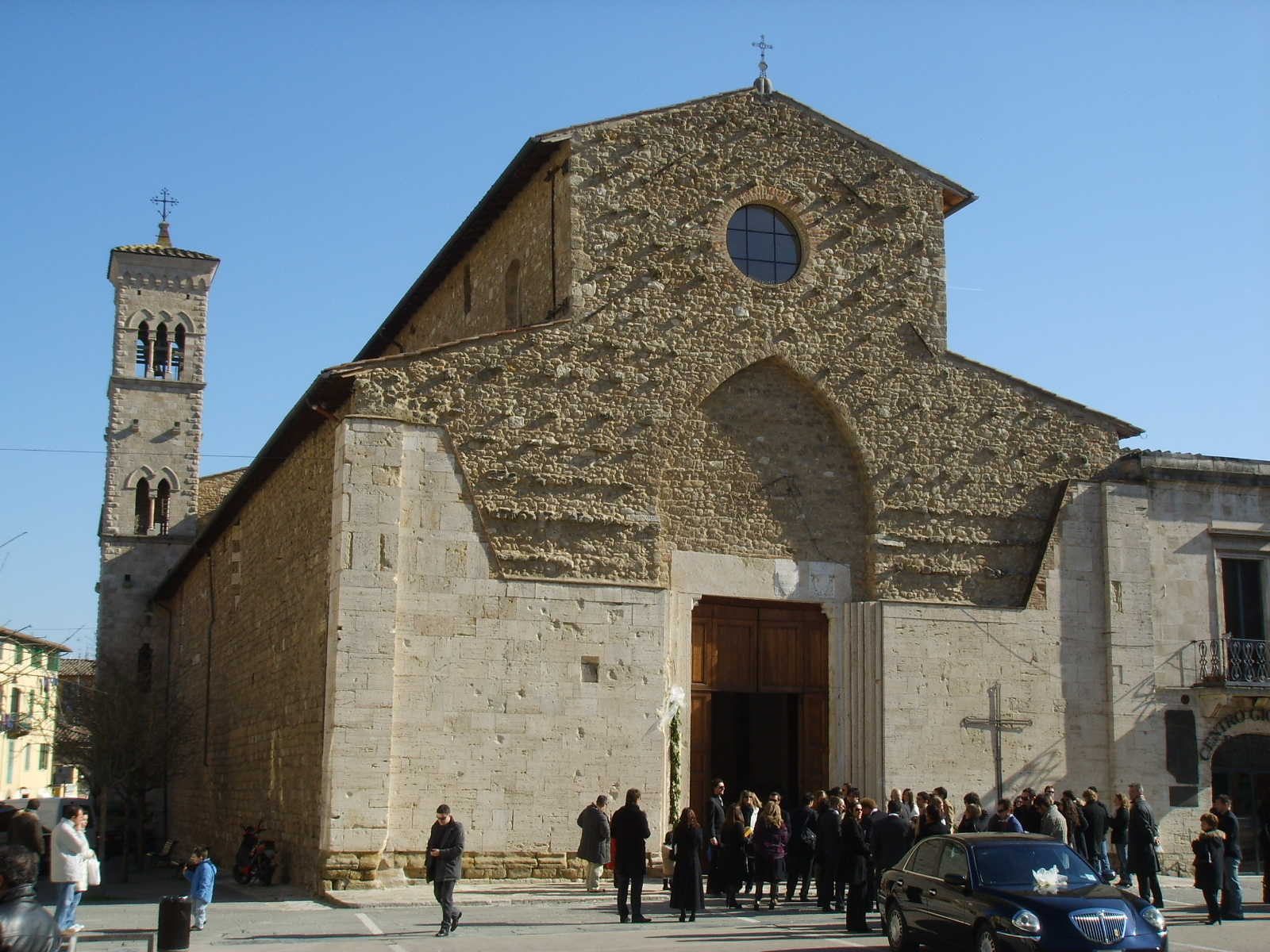
Colle di Val d'Elsa, église Sant'Agostino.

- Fortification du château Saint-Ange à Rome à partir de 1495[4].
- Forte Sangallo (it) à Civita Castellana, constitue un moment important dans la carrière de Sangallo et l'un de ses chefs-d'œuvre. L'architecte est documenté sur le chantier de 1499 jusqu'à la mort du pape en 1503, avec de nombreux collaborateurs. D'autres travaux seront réalisés sous le pontificat de Jules II. Les concepts les plus modernes de la fortification y sont appliqués, avec un périmètre pentagonal, des bastions en retrait et un sommet arrondi, l'absence de corbeaux en surplomb pour faciliter la défense. Cependant, la forteresse a également des fonctions représentatives et résidentielles, abritant l'appartement du pape et une cour avec un double ordre de pilastres doriques et ioniques encadrant des arcs, qui représente l'un des premiers exemples de cette solution typique de l'architecture romaine du début du XVIe siècle[5].
- Restauration du Castello Borgia de Nepi (1499-1504).
- Forte Sangallo à Nettuno (1501-1503). Bien que sans documentation claire, le projet est attribué à Antonio même si les doutes ne manquent pas, le nom de Giuliano a également été mentionné[5].
- Forteresse de Castrocaro de 1504. Située sur une colline surplombant une vallée de communication entre la Romagne et la Toscane, elle a été construite en rénovant des bâtiments médiévaux préexistants et se compose d'un complexe en briques sur trois périmètres de mur avec un donjon polygonal original, des bastions circulaires et diverses solutions innovantes concernant le positionnement de l'artillerie.
- Forteresse médicéenne d'Arezzo (à partir de 1502), attribuée par Vasari à Giuliano, mais généralement attribuée à Antonio.
- Loggiato dei Servidi Maria, sur la Piazza della Santissima Annunziata à Florence.
- Forteresse de Montefiascone.
- Ancienne forteresse de Livourne.
- Église San Biagio de Montepulciano.
- Palais Nobili-Tarugi (it) à Montepulciano (attribution incertaine).
- Palais Contucci (it) à Montepulciano.
- Palazzo Del Monte (it) à Monte San Savino.
- Église Sant'Agostino (it) de Colle di Val d'Elsa.
- Rénovation de la forteresse de Ripafratta (ou Lipafratta).
- Travaux de rénovation de la forteresse de la Verruca (1509), avec la construction de deux bastions polygonaux.